# Пушков, Борис Сергеевич
Бори́с Серге́евич Пушко́в (3 июля 1931, Можга, Удмуртская автономная область, РСФСР, СССР ― 5 мая 2014, Йошкар-Ола, Марий Эл, Россия) ― советский и российский художник, член Союза художников СССР с 1961 года. Председатель Союза художников Марийской АССР (1968―1971, 1974― 1975), член правления Союза художников РСФСР (1972―1976). Один из художников, определивших лицо марийского изобразительного искусства и в особенности ― марийского пейзажа. Заслуженный художник Российской Федерации (1996). Лауреат Государственной премии Марийской АССР (1976). Член КПСС с 1962 года.

## Биография
Родился 3 июля 1931 года в г. Можге Удмуртии в семье мастера железной дороги. На его выбор будущей профессии во многом повлиял старший брат Анатолий (1920―1983), известный художник, учившийся в Казанском художественном училище.
Вскоре семья переехала на ст. Вятские Поляны Кировской области и поселилась в большой путевой казарме. В 1944 году в связи с новым назначением отца (погиб в р. Малая Кокшага в 1947 году) переезжает в г. Йошкар-Олу Марийской АССР, заканчивает изобразительную студию при городской школе № 11 (ныне ― лицей № 11 имени Т. И. Александровой) под руководством живописца Б. И. Осипова. В 1949 году окончил Казанское художественное училище.
В 18 лет вступил в товарищество «Марий художник». В 1949―1991 годах ― сотрудник Марийских мастерских Художественного фонда РСФСР.
Во время службы в Советской Армии в 1951―1954 годах вёл солдатский изобразительный кружок.
В 1961 году по его инициативе и инициативе художника А. Бутова в Йошкар-Оле открывается Марийское отделение Союза художников РСФСР. В том же году принят в Союз художников СССР.
В 1968―1971 и 1974―1975 годах ― председатель Союза художников Марийской АССР. 
Скончался 5 мая 2014 года в Йошкар-Оле.

## Художественное творчество
В 1949 году на первой художественной послевоенной республиканской выставке в Марийском театре имени М. Шкетана рядом с работами известных художников висели и его картины «Клятва бойца», «Косари на отдыхе», пейзажи «Ранний снег» и «Зимний день». 
Во время службы в Советской Армии в 1951―1954 годах на этюдах запечатлел красоты природы Якутии, Сибири, Балтийского моря, которые легли в основу картин «Балтийское море» (1954) и «Ленские столбы» (1954). В 1955 году его работы экспонировались на выставке «Край Марийский» в Марийском научно-краеведческом музее (ныне Национальный музей Марий Эл имени Т. Евсеева). 
Первым среди художников Марийской республики вышел на дорогу профессионального искусства во всесоюзном масштабе: в 1957 году стал участником Всесоюзной выставки молодых художников, посвящённой Всемирному фестивалю молодёжи и студентов, где экспонировались его работы «Зимний день» и «Весна в парке». В 1960 году его пейзаж «Приволжье» экспонировался на художественной выставке «Советская Россия».
В 1961 году принят в Союз художников СССР. В том же году начинает работу выставочный проект «Большая Волга», который вскоре объездит множество волжских городов Советского Союза: Ярославль, Горький, Ульяновск, Саратов, Волгоград. Последний город вдохновил художника на создание эпических пейзажей, посвящённых теме войны и Победы.
Стал одним из художников, определивших лицо марийского изобразительного искусства и в особенности марийского пейзажа. Сюда относятся такие работы как «Приволжье» (1959), «Волга-матушка» (1967), «На Кокшаге» (1974), «Мартовский вечер» (1981), «Весенний разлив» (1983), «Ветер верховой» (1989), «Буйный май» (1997), «Осенний ветер» (2000) и др.. 
В творчестве художника жанр тематической картины, появившийся в марийской живописи в конце 1960-х ― 1970-е годы, стал носить национально-эпический характер. Среди его сюжетных работ выделяется триптих «Песня» (1970), который воспроизводит марийский свадебный отряд. Этот триптих стал центральной работой на выставке 16 автономных республик в Москве в 1989 году. Он вошёл в историю изобразительного искусства республики, а также открыл новую художественную форму ― живописно-декоративное панно, до этого никем не тронутую в марийской живописи. Известные и такие его сюжетные картины как «Праздник урожая» (1969), «За молодых!» (1974).
В 1973 году стал делегатом Всесоюзного съезда художников РСФСР. 
Является участником ряда выставок, в т. ч. персональных. Автор книги «По волнам моей памяти», изданной в 2004 году в Йошкар-Оле. 
В 1971 году ему присвоено почётное звание «Заслуженный деятель искусств Марийской АССР», в 1996 году ― звание «Заслуженный художник Российской Федерации». В 1976 году удостоен звания лауреата Государственной премии Марийской АССР. Также награждён Почётными грамотами Президиумов Верховных Советов РСФСР и Марийской АССР. 

## Признание
- Заслуженный художник Российской Федерации (1996)[1][2]
- Заслуженный деятель искусств Марийской АССР (1971)[1][2]
- Государственная премия Марийской АССР (1976)[1][2] — за триптих «Песня» и серию пейзажей[5]
- Медаль «За доблестный труд. В ознаменование 100-летия со дня рождения Владимира Ильича Ленина» (1970)[3]
- Почётная грамота Президиума Верховного Совета РСФСР (1960)[1][2]
- Почётная грамота Президиума Верховного Совета Марийской АССР (1970)[1][2]
- Золотая медаль Союза художников России «Мастерство. Духовность. Традиции» (2011)[5]

## Память
- Работы Б. С. Пушкова хранятся в музеях Москвы, Ижевска, Казани, Саранска, Йошкар-Олы и частных коллекциях[1][2][7][8].
- Работы Б. С. Пушкова хранятся и выставляются в ведущих музеях Марий Эл ― Национальном музее имени Т. Евсеева и Республиканском музее изобразительных искусств (24 работы)[6][9][10].